# Halowe Mistrzostwa Świata w Lekkoatletyce 1989 – chód na 5000 m mężczyzn

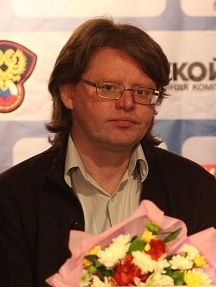
Michaił Szczennikow

Chód na 5000 metrów mężczyzn – jedna z konkurencji rozgrywanych podczas halowych mistrzostw świata w  hali Sport Csárnok w Budapeszcie. Rozegrano od razu finał 5 marca 1989. Zwyciężył reprezentant Związku Radzieckiego Michaił Szczennikow, który tym samym obronił tytuł zdobyty dwa lata wcześniej w Indianapolis. Ustanowił rekord świata z rezultatem 18:27,10.

## Rezultaty

### Finał
Opracowano na podstawie materiału źródłowego.
| Miejsce | Zawodnik               | Czas     | Uwagi       |
| ------- | ---------------------- | -------- | ----------- |
| 1       | Michaił Szczennikow    | 18:27,10 | [ 1 ] [ 2 ] |
| 2       | Roman Mrázek           | 18:28,90 | [ 1 ]       |
| 3       | Franc Kostiukiewicz    | 18:34,07 | [ 1 ]       |
| 4       | Sándor Urbanik         | 18:34,77 | [ 1 ]       |
| 5       | Giovanni De Benedictis | 18:40,87 | [ 1 ]       |
| 6       | Pavol Blažek           | 18:41,12 | [ 1 ]       |
| 7       | Simon Baker            | 19:24,12 | [ 1 ]       |
| 8       | Andrew Jachno          | 19:25,24 | [ 1 ]       |
| 9       | Jimmy McDonald         | 19,25,98 | [ 1 ]       |
| 10      | Alberto Cruz           | 20:18,99 |             |
| 11      | Ignacio Zamudio        | 21,06,14 |             |
| –       | José Urbano            | DSQ      |             |